# 요옐 펠트만
요옐 이포 펠트만 (Joël Ivo Veltman, 1992년 1월 15일, 펠트선 ~) 은 네덜란드의 축구 선수로, 현재 잉글랜드 프리미어리그의 브라이턴 & 호브 앨비언와 네덜란드 국가대표팀에서 센터백으로 활약하고 있다.

## 클럽 경력

### 아약스
요옐 펠트만은 고향 펠트선을 연고로 하는 IJ마위던의 유소년 클럽에서 축구를 시작하였고, 이후 2001년에 아약스로 이적하여 클럽의 유소년 시스템을 졸업하였다. 2011-12 시즌에 아약스 A1 유소년 팀에서 활약할 당시, 펠트만은 그의 팀이 나이키 에레디비시 리그 타이틀을 획득하도록 도왔고, 넥스트젠 시리즈 (U-20판 UEFA 챔피언스리그)의 결승에 진출하는 것도 도왔으나, 인테르나치오날레와의 결승전에서 연장 접전 끝에 1-1로 비긴 후 승부차기에서 3-5로 패하였다. 2012년 8월 19일, 그는 네이메헌에서 열린 NEC와의 원정 경기에서 79분에 미트헐 데이크스와 교체되어 필드에 입장하면서 아약스 1군 공식 데뷔전을 가졌다. 경기는 암스테르담 팀의 6-1 승리로 끝났다. 아약스 1군에서의 성공적인 데뷔 시즌 후, 그의 팀은 리그 3연패이자, 자신의 첫 우승 트로피를 획득하였고, 2013년 6월 6일에 요옐 펠트만은 아약스와의 4년 연장 계약을 통해 클럽에 2017년 여름까지 남게 되었다.
2013년 8월 5일, 시즌 초에 펠트만은 네덜란드 에이르스터 디비시에 새로 승격된 팀이자, 아약스의 리저브팀인 용 아약스에서 첫 경기를 치렀다. 이 경기에서 그는 89분에 교체 투입되어 2-0 홈경기 승리에 관여하였으나, 부상으로 인해 펠트만은 이어지는 두 달 동안 출전이 불가능하게 되었다. 그는 2013년 9월 30일에 부상에서 돌아온 후 폴렌담과의 경기에서 또다시 용 아약스 선수로 출전하였고, 경기 7분 만에 팀의 선제골이자 프로무대 첫 골을 득점하였으나, 스포르트파크 더 토어콤스트에서 열린 이 경기에서 2-3으로 패하며 빛이 바랬다. 2013년 10월 22일, 요옐 펠트만은 셀틱과의 UEFA 챔피언스리그 2013-14 경기에서 부상당한 주전 센터백 니클라스 모이산데르와 교체 투입되어 1군 소속으로 유럽대항전에 첫 경기를 치렀다. 셀틱 파크 원정 경기는 암스테르담 팀의 1-2 패배로 끝났다.

## 국가대표팀 경기

### 네덜란드 청소년 국가대표팀
요옐 펠트만은 2009년 2월 10일 네덜란드 U-17 국가대표팀 소속으로 0-4로 패한 체코와의 2009년 라 망가 컵에 데뷔하면서, 국제무대에 이름을 올렸다. 그는 1-1 무승부로 끝난 잉글랜드 U-17 국가대표팀과의 2009년 UEFA U-17 유럽 축구 선수권 대회 조별 리그 경기에 출전하였으며, 이전에 3차례의 예선전 경기에 출전하였다. 2010년 9월 2일, 펠트만은 2-2 무승부로 끝난 독일 U-19 국가대표팀과의 친선 경기에서 네덜란드 U-19 국가대표팀 첫 경기를 치렀다. 2011년 2월 9일, 요옐 펠트만은 프랑스 U-19 국가대표팀과의 친선경기에서 첫 국제경기 득점을 기록하였고, 경기는 1-1 무승부로 끝났다. 2012년 5월 23일, 펠트만은 프랑스에서 열린 투르누아 에스푸아 드 툴롱 2012 경기에서 네덜란드 U-21 대표로 데뷔하였다. 그는 이 대회 4경기에 출전하였는데, 첫 출전한 경기는 이집트 U-21 국가대표팀과의 경기로, 3-0으로 이겼다.

### 네덜란드 성인 국가대표팀
2013년 11월 8일, 요옐 펠트만은 루이스 판 할 감독에 의해 일본전과 콜롬비아전을 앞두고 처음으로 네덜란드 국가대표팀 1군에 차출될 것임이 밝혀졌다. 일본전에서 벤치에 머무른 펠트만은 2013년 11월 19일, 콜롬비아와의 경기에서 90분 풀타임을 출전하였고, 암스테르담 아레나에서 펼쳐진 이 경기는 득점 없는 무승부로 끝났다. 2014년 5월 31일, 요옐 펠트만은 루이스 판 할 감독에 의해 2014년 FIFA 월드컵 본선을 앞두고 네덜란드 국가대표팀의 최종 23인 엔트리에 포함되었다. 그는 아약스 팀 동료 데일리 블린트와 야스퍼 실러선과 함께 명단에 이름을 올렸다.

## 경력 통계

### 클럽
| 클럽      | 클럽      | 클럽       | 리그 | 리그 | 컵     | 컵     | 대륙  | 대륙  | 기타  | 기타  | 합계 | 합계 |
| 시즌      | 클럽      | 리그       | 출장 | 골   | 출장   | 골     | 출장  | 골    | 출장  | 골    | 출장 | 골   |
| 네덜란드  | 네덜란드  | 네덜란드   | 리그 | 리그 | KNVB컵 | KNVB컵 | 유럽1 | 유럽1 | 기타2 | 기타2 | 합계 | 합계 |
| --------- | --------- | ---------- | ---- | ---- | ------ | ------ | ----- | ----- | ----- | ----- | ---- | ---- |
| 2012–13   | 아약스    | 에레디비시 | 7    | 0    | 3      | 0      | 0     | 0     | 0     | 0     | 10   | 0    |
| 2013–14   | 아약스    | 에레디비시 | 25   | 2    | 4      | 0      | 4     | 0     | 1     | 0     | 34   | 2    |
| 합계      | 네덜란드  | 네덜란드   | 32   | 2    | 7      | 0      | 4     | 0     | 1     | 0     | 44   | 2    |
| 경력 합계 | 경력 합계 | 경력 합계  | 32   | 2    | 7      | 0      | 4     | 0     | 1     | 0     | 44   | 2    |

통계는 2014년 5월 3일 기준으로 되어 있다.
1 UEFA 챔피언스리그와 UEFA 유로파리그 경기 포함.
2 요한 크라위프 스할 및 에레디비시 플레이오프 경기 포함.
리저브팀 통계
| 클럽      | 클럽      | 클럽              | 리그 | 리그 | 합계 | 합계 |
| 시즌      | 클럽      | 리그              | 출장 | 골   | 출장 | 골   |
| 네덜란드  | 네덜란드  | 네덜란드          | 리그 | 리그 | 합계 | 합계 |
| --------- | --------- | ----------------- | ---- | ---- | ---- | ---- |
| 2013–14   | 용 아약스 | 에이르스터 디비시 | 3    | 1    | 3    | 1    |
| 합계      | 네덜란드  | 네덜란드          | 3    | 1    | 3    | 1    |
| 경력 합계 | 경력 합계 | 경력 합계         | 3    | 1    | 3    | 1    |

### 국가대표팀
통계는 2014년 7월 12일 기준으로 되어 있다
| 네덜란드 국가대표팀 | 네덜란드 국가대표팀 | 네덜란드 국가대표팀 |
| 연도                | 출장                | 골                  |
| ------------------- | ------------------- | ------------------- |
| 2013                | 1                   | 0                   |
| 2014                | 3                   | 0                   |
| 합계                | 4                   | 0                   |

## 수상

### 클럽
아약스 A1 (U-19)
- A-유니오런 에레디비시 (1): 2011–12
- 넥스트젠 시리즈 준우승: 2011–12

아약스
- 에레디비시 (2): 2012–13, 2013–14, 2018-19
- 요한 크라위프 스할 (1): 2013

### 국가대표팀
네덜란드
- FIFA 월드컵 3위: 2014